# Tabanus ichiokai
Tabanus ichiokai är en tvåvingeart som beskrevs av Ouchi 1943. Tabanus ichiokai ingår i släktet Tabanus och familjen bromsar. Inga underarter finns listade i Catalogue of Life.